# Khu phòng thủ Moskva
Khu phòng thủ Moskva (tiếng Nga: Московская зона обороны) là một tổ chức tác chiến chiến lược của Hồng quân Liên Xô trong Thế chiến thứ hai, đảm nhận phòng thủ ngay nội đô Moskva trong trường hợp các tuyến phòng thủ ngoại ô thất thủ trước quân Đức.

## Lịch sử

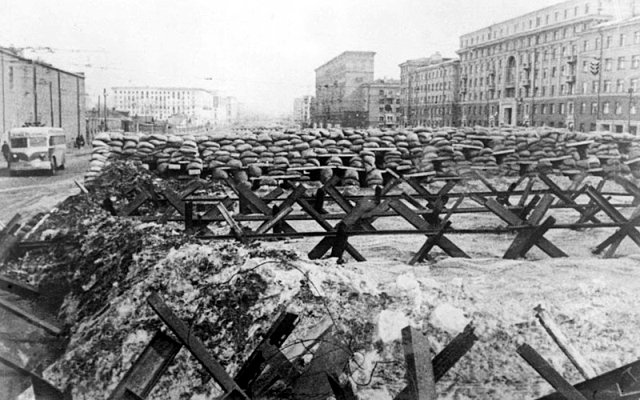
Các chướng ngại vật chống tăng trên đường phố Moskva. Thu-Đông 1941.

Khu phòng thủ Moskva được hình thành theo quyết định của Dân ủy Quốc phòng ngày 12 tháng 10 năm 1941, liên quan đến các vấn đề xây dựng hệ thống phòng thủ của thủ đô trước tình hình quân Đức liên tục phá vỡ các tuyến phòng ngự từ xa và ngày càng áp sát thủ đô. Ban đầu, lực lượng phòng thủ Moskva bao gồm các đơn vị đang bảo vệ tuyến phòng thủ Moskva (gồm một số sư đoàn dân quân), do Bộ tư lệnh Quân khu Moskva chỉ huy. Về cơ bản, nó là lực lượng dự bị cho Phương diện quân Tây, và lực lượng dự bị còn lại của Đại bản doanh (Stavka) trên mặt trận phía Tây.
| “                                                            | Ngày 12 tháng 10, Dân ủy Quốc phòng và Đại bản doanh đã quyết định thành lập một khu vực phòng thủ Moskva trên cơ sở Phương diện quân Dự bị Moskva đã bị giải thể, đặt ra nhiệm vụ tạo ra một tuyến phòng thủ không thể xuyên phá trên các hướng tiếp cận đến Moskva, biến thành phố thành một pháo đài bất khả xâm phạm. Các tổ chức ở Moskva được yêu cầu cung cấp hỗ trợ tích cực cho chỉ huy Khu phòng thủ Moskva và Quân khu Moskva. | ” |
| — Hồi ký của Trung tướng K.F. Telegin, Khu phòng thủ Moskva. | |   |

Khu phòng thủ Moskva được định hình gồm ba tuyến (vành đai) phòng thù Moskva:
1. Tuyến phòng thủ bên ngoài (Khlebnikovsky), rìa trước chạy dọc theo tuyến: hồ chứa Klyazminskoe, Khlebnikovo, r. Klyazma, Skhodnya, Nakhabino, Perkhushkovo, Larks, Snegiri (Lenino), Krasnaya Pakhra, Domodedovo;[2]
2. Tuyến phòng thủ chính (Moskva), rìa trước đi qua bán kính 15 – 20 km từ trung tâm Moskva (Điện Kremlin), bao gồm hai dải;
3. Tuyến thành phố, bao gồm ba vị trí phòng thủ: dọc theo Đường sắt quận, Vành đai vườn, Vành đai đại lộ. Tại rìa ranh giới thành phố, tuyến phòng thủ được xây dựng trên nguyên tắc tạo ra các điểm đề kháng mạnh, sử dụng các kiến trúc kiên cố của các tòa nhà. Các đại lộ bị chặn bởi các chướng ngại vật được gia cố bằng gai chống tăng, các lối đi cũng được đào lên hoặc cũng bị rào chắn.

Để phòng thủ chống lại kẻ thù, trong khu vực phòng thủ Moskva đã dựng lên:

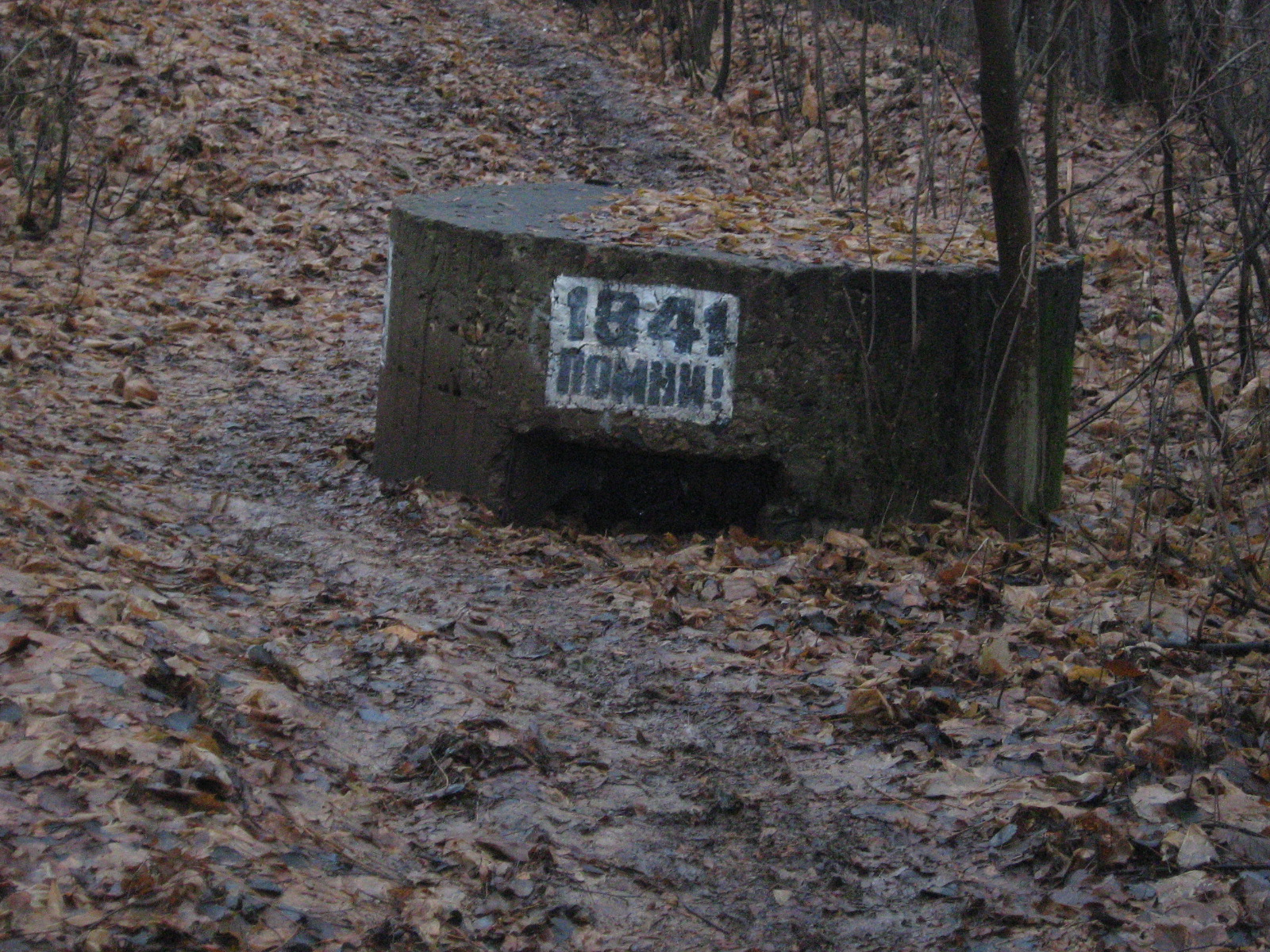
Một ụ súng máy kiên cố tại khu vực phòng thủ Moskva.

Ở ngoại ô
- 676 km hào chống tăng;
- 445 km đường hầm và lối thoát hiểm;
- 380 km rãnh;
- hơn 30.000 điểm bắn, boongke và hầm ngầm;
- hơn 1.300 km hàng rào kẽm gai được lắp đặt;
- hơn 22.000 gai chống tăng.

Tuyến phòng thủ Khlebnikov, thậm chí còn được trang bị các hàng rào điện.
Ở nội đô
- hơn 30 km tuyến ụ chướng ngại;
- khoảng 10 km chướng ngại vật;
- 24.000 gai chống tăng;
- 46 km dây thép gai;
- hơn 200 cứ điểm pháo và 500 điểm súng máy.

Khu phòng thủ Moskva còn bao gồm một số khu vực và tuyến kiên cố.
Bộ chỉ huy Khu phòng thủ Moskva mãi đến ngày 2 tháng 12 năm 1941 mới được thành lập, trên cơ sở cơ quan chỉ huy và phòng thủ của Moskva, cùng với biên chế chủ lực là một phần của các tập đoàn quân 24, 60 và các đơn vị phòng không. Bộ chỉ huy Khu phòng thủ Moskva chỉ đạo công tác phòng thủ trên các hướng tiếp cận Moskva và trong chính nội đô, đồng thời kiểm soát các đơn vị quân đội tiến vào khu vực. Trước thềm cuộc phản công gần Moskva, binh lực Khu phòng thủ Moskva gồm 12 sư đoàn súng trường và kỵ binh, 12 lữ đoàn súng trường, 5 tiểu đoàn súng máy và 9 tiểu đoàn súng trường, biên chế trong các tập đoàn quân 24 và 60, với tổng binh lực khoảng 200.000 người.
Lực lượng phòng thủ Moskva được phân bổ trên cả 3 tuyến vòng ngoài, vòng trong và nội đô. Các sư đoàn súng trường số 4 và số 9 sẵn sàng đẩy lùi các cuộc tấn công của kẻ thù. Vành đai bao phủ trực tiếp của Moskva do 4 sư đoàn súng trường và một lữ đoàn chiếm giữ, các vị trí chủ chốt trong nội đô được giao cho sư đoàn súng trường số 1 và lữ đoàn 1. Khoảng 30 trung đoàn và các tiểu đoàn pháo binh độc lập được bố trí để tăng cường cho khu phòng thủ Moskva, hơn 20 trung đoàn pháo phòng không được phối thuộc. Bên cạnh đó, Bộ chỉ huy Khu phòng thủ Moskva còn được sự hỗ trợ của 20.000 dân quân Moskva.
| “                                                             | Ngày 24 tháng 10, các đơn vị Khu phòng thủ Moskva chiếm các tuyến phòng thủ của Moskva đã bị giảm xuống còn ba nhóm chiến đấu: Tây Bắc, Tây và Tây Nam. Sau đó, từ các nhóm chiến đấu này, các sư đoàn súng trường thứ 2, 3 Chủ nghĩa Cộng sản và 4 và 5 Moskva đã được thành lập. Họ tạo thành lực lượng xung kích đầu tiên của tuyến phòng ngự. Và Moskva tiếp tục hình thành tuyến xung kích thứ hai: các đội tự vệ công nhân (khoảng 170 đội), các đội chống tăng (khoảng 3.000 người). Tất cả các lực lượng này vào cuối tháng 10 tổng cộng lên tới 50.000 người. Ngoài ra, sự hình thành của lữ đoàn xe tăng và trung đoàn pháo binh tên lửa được đẩy nhanh. | ” |
| — Hồi ký của Trung tướng K.F. Telegin, Khu phòng thủ Moskva.. | |   |

Sau khi quân Đức bị đánh bại trước cửa ngõ Moskva, việc tiếp tục phát triển Khu phòng thủ Moskva được coi là không còn phù hợp. Khu phòng thủ Moskva trên thực tế được giao nhiệm vụ huấn luyện các đội quân dự bị, tổ chức, biên chế và điều chuyển chúng ra tiền phương.
Các đơn vị chủ lực của Khu phòng thủ Moskva cũng được điều động ra tuyến đầu. Ngày 25 tháng 12 năm 1941, Tập đoàn quân 60, đổi tên thành Tập đoàn quân xung kích 3, được chuyển đến Phương diện quân Tây Bắc. Ngày 1 tháng 5 năm 1942, Tập đoàn quân 24 được chuyển thành Lực lượng dự bị số 1. Các đơn vị kỹ thuật và công binh, các tiểu đoàn súng máy và pháo binh cũng được điều động để xây dựng 8 khu vục phòng thủ mới cách xa Moskva.
Mặc dù vậy, Khu phòng thủ Moskva vẫn được dự bị cho đến tận năm 1943. Sau Chiến dịch Smolensk, quân Đức bị hất ra xa và bị đẩy lùi về "Ban công Belorussia", sự tồn tại của Khu phòng thủ Moskva là không còn cần thiết. Nó bị giải thể vào ngày 15 tháng 10 năm 1943 theo quyết định của Dân ủy Quốc phòng.

## Bộ chỉ huy

### Tư lệnh
| STT | Ảnh | Họ tên        | Thời gian sống | Thời gian tại nhiệm             | Cấp bậc tại nhiệm                      | Ghi chú                            |
| --- | --- | ------------- | -------------- | ------------------------------- | -------------------------------------- | ---------------------------------- |
| 1   |     | P.A. Artemyev | 1897 - 1979    | tháng 10, 1941 - tháng 10, 1943 | Trung tướng (1940) Thượng tướng (1942) | Tư lệnh Quân khu Moskva kiêm nhiệm |

### Ủy viên Hội đồng quân sự
| STT | Ảnh                        | Họ tên          | Thời gian sống | Thời gian tại nhiệm             | Cấp bậc tại nhiệm                          | Ghi chú            |
| --- | -------------------------- | --------------- | -------------- | ------------------------------- | ------------------------------------------ | ------------------ |
| 1   |                            | K.F. Telegin    | 1899 - 1981    | tháng 12, 1941 - tháng 12, 1942 | Chính ủy Sư đoàn (1942) Thiếu tướng (1942) | Trung tướng (1943) |
| 2   | Tập tin:Gapanovich D A.jpg | D.A. Gapanovich | 1889 - 1953    | tháng 12, 1942 - tháng 12, 1943 | Thiếu tướng (1942)                         | Trung tướng (1944) |

### Tham mưu trưởng
| STT | Ảnh                                    | Họ tên          | Thời gian sống | Thời gian tại nhiệm            | Cấp bậc tại nhiệm  | Ghi chú            |
| --- | -------------------------------------- | --------------- | -------------- | ------------------------------ | ------------------ | ------------------ |
| 1   |                                        | A.I. Kudryashov | 1901-1962      | tháng 12, 1941 - tháng 7, 1943 | Thiếu tướng (1940) | Trung tướng (1945) |
| 2   | Tập tin:Субботин, Алексей Иванович.jpg | A.I. Subbotin   | 1899 - 1953    | tháng 7, 1943 - tháng 10, 1943 | Thiếu tướng (1940) |                    |